# Teatro Morelos (Aguascalientes)
El Teatro Morelos es un edificio histórico ubicado en la Ciudad de Aguascalientes, el cual fue construido entre 1883 y 1885. Es más conocido porque fue elegido como escenario y punto de encuentro de la Soberana Convención Revolucionaria de octubre de 1914, donde se reunieron la mayoría de los generales y líderes de la Revolución mexicana. Se trata de uno de los edificios más representativos de la ciudad, ubicado además en la plaza principal, junto a la catedral de la ciudad.
Debido a su importancia histórica y a su valor arquitectónico, fue declarado Monumento Histórico de la Nación el 30 de marzo de 1993. En el teatro se ofrecen espectáculos de teatro, ópera, música, danza, conferencias y otro tipo de eventos sociales.

## Historia
En 1860, el entonces gobernador de Aguascalientes, Esteban Ávila, concibió la idea de un teatro, pero el proyecto no se concretó debido a la falta de recursos, así como por la inestabilidad política del momento.

### Construcción
En 1882 el gobernador Rafael Arellano decidió retomar el proyecto de la construcción de un teatro en la ciudad de Aguascalientes para lograr "una mejora de la mayor importancia para esta ciudad". El 17 de junio de 1882 el Ayuntamiento otorgó un predio denominado "La Alhóndiga". La obra corrió a cargo del ayuntamiento y los pobladores más prominentes, quienes en conjunto adquirieron el predio. José Noriega realizó el diseño y los planos. Para 1883, durante el informe de Arellano, la obra estaba muy adelantada. El sucesor del gobernador, Francisco Gómez Hornedo, le dio impulso a los trabajos, otorgando más recursos para que el teatro estuviera terminado lo antes posible.
En 1989 se construyó el museo de sitio de la Soberana Convención Revolucionaria en el mezzanine del segundo piso del teatro, para conmemorar el 75 Aniversario de la Convención de Aguascalientes. Enfrente del museo se encuentra la Plaza de la República, nombrada así en 1964, donde se instaló un mural escultórico en relieve donde están los caudillos revolucionarios junto con el que fue presidente provisional, Eulalio Gutiérrez.

### Convención de Aguascalientes
La Soberana Convención de Aguascalientes fue una reunión que tuvo lugar durante el proceso de la Revolución mexicana, se celebró desde el 10 de octubre hasta el 9 de noviembre de 1914. Fue convocada el 1 de octubre de 1914 por Venustiano Carranza, primer jefe del Ejército Constitucionalista, bajo la denominación de Gran Convención de Jefes militares con mando de fuerzas y gobernadores de los Estados, y cuyas sesiones iniciales tuvieron lugar en la Cámara de Diputados de la Ciudad de México, aunque con posterioridad fueron trasladadas al Teatro Morelos en Aguascalientes, que nombró a la Convención.
En 1964, en la administración del presidente Adolfo López Mateos, se restauró el teatro, pues se celebró el 50 aniversario de la Convención de Aguascalientes. Roberto Álvarez Espinoza se encargó del proyecto de restauración, el cual fue ejecutado por Francisco Aguayo Mora. El 15 de octubre de 1964, fue reinaugurado el teatro.

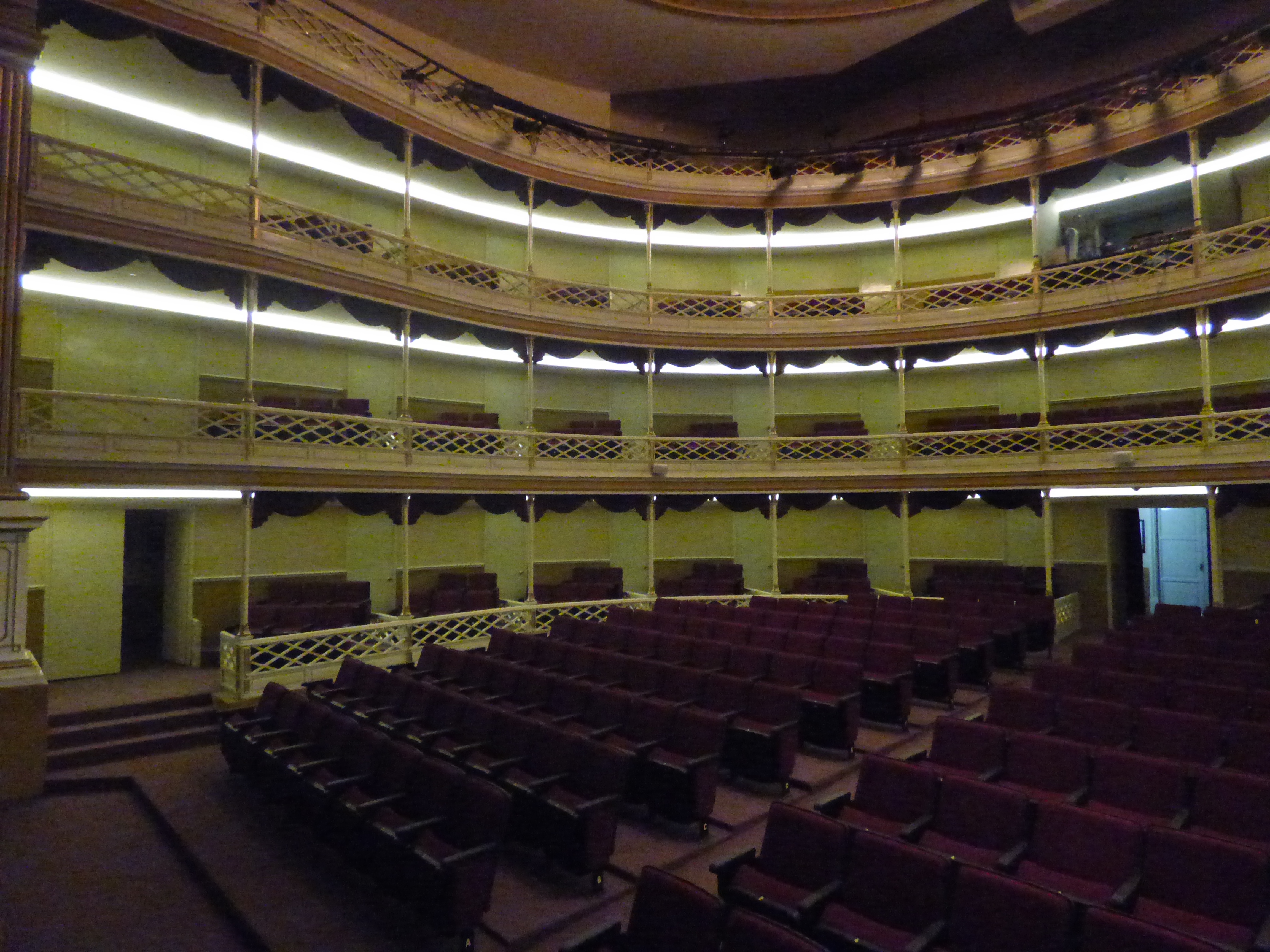
Interior del Teatro Morelos.

## Características
El teatro tiene estilo neoclásico, con cuatro esbeltas columnas de cantera en la fachada.
Dentro del foro se encuentran 8 decoraciones obra del pintor escenógrafo Rosendo Álvarez Tostado. Del mismo autor son los telones de boca.